# Despatx Camps Germans
El Despatx Camps Germans és una obra noucentista de Sabadell (Vallès Occidental) protegida com a Bé Cultural d'Interès Local.

## Descripció
Despatx cantoner de planta baixa. La façana està composta d'un sòcol de pedra, una banda on se situen les finestres, que estan acabades en arc i ornades amb una orla i un ampli cornisament coronat amb gerros de pedra. Els materials emprats són l'estuc, la pedra i l'esgrafiat. Cal destacar el treball de forja de les reixes i els esgrafiats de tipus floral.